# Die Kreatur
Die Kreatur (с нем. — «Существо») — проект бывшего вокалиста Oomph! (Деро Гои) и Lord of The Lost (Крис Хармс).

## История
В 2020 Деро Гои и Крис Хармс заявили о создании совместного музыкального проекта. Как и последние альбомы обоих исполнителей, Die Kreatur будет записываться на лейбле Napalm Records.
Дебютный альбом Panoptikum вышел 22 мая 2020 года. 29 мая 2020 года Panoptikum занял 8-е место в немецких чартах и 31 мая 2020 года 90-е в швейцарских чартах.
В 2020 году после отмены турне проект был заброшен.

## Дискография

### Альбомы
- 2020: Panoptikum